# Under the Moonspell
Under the Moonspell è il primo EP pubblicato dalla band gothic metal Moonspell nel 1994, qui alle prese con un black metal "leggero" con elementi folk della loro terra d'origine.

## Tracce
1. "Allah Akbar! La Allah Ella Allah! (Praeludium / Incantatum Solstitium)" - (1:51) (strumentale)
2. "Tenebrarum Oratorium (Andamento I / Erudit Compendyum) (Interludium / Incantatum Oequinoctium)" - (7:25)
3. "Tenebrarum Oratorium (Andamento II / Erotic Compendyum)" - (6:02)
4. "Opus diabolicum (Andamento III / Instrumental Compendyum) - (4:22)
5. "Chorai lusjtânja! (Epilogus / Incantatam Maresia) - (1:46) (strumentale)

## Formazione
- Mantus (Duarte Picoto) - chitarra
- Tanngrisnir (Jorge Fonseca) - chitarra
- Langsuyar (Fernando Ribeiro) – voce
- Neophytus (Pedro Paixão) - tastiere
- Nisroth (Miguel "Mike" Gaspar) – batteria
- Tetragrammaton (João Pedro) - basso
- Antonieta Lopes - voce
- Sara Carreiras - flauto
- Nuno Flores - violino
- Sara Arega - voce addizionale
- Abdul Sewtea - voce addizionale